# Ronde van de Ardèche 2024
De 22e editie van de wielerwedstrijd Tour de l'Ardèche vond in 2024 plaats van 3 tot en met 8 september. De start was in Saint-Fortunat-sur-Eyrieux en de finish in Privas. De ronde stond op de UCI-kalender voor vrouwen in de categorie 2.1. De Italiaanse Marta Cavalli won de vorige editie. Zij was zelf deze keer niet aanwezig, maar wel haar ploeg FDJ-Suez, als enige World-Tourploeg. Deze editie werd gewonnen door de Nederlandse Thalita de Jong, die de eerste twee etappes wist te winnen en tevens het punten- en bergklassement.

## Deelname
Er nam slechts één ploeg uit de World Tour deel, aangevuld met 23 continentale ploegen. Waaronder drie Belgische ploegen, twee Nederlandse en de opleidingsploegen van Canyon//SRAM Racing, Liv AlUla Jayco en UAE Team ADQ. Deze keer deden er geen clubteams of nationale selecties mee.
| World Tourploegen | Continentale ploegen | Continentale ploegen | Continentale ploegen |
| ----------------- | --- | --- | --- |
| FDJ-Suez          | Alba Development Arkéa-B&B Hotels A.S.D. K2 BePink-Bongioanni Canyon//SRAM Generation Chevalmeire Cynisca Cycling DNA Pro Cycling | EF-Oatly-Cannondale GT Krush Rebel Lease Komugi - Grand Est Laboral Kutxa-Fundación Euskadi Liv AlUla Jayco Development Lotto Dstny Ladies Maxx-Solar Rose Primeau Vélo - Groupe Abadie | Pro-Noctis - 200° Coffee - Hargreaves Contracting Proximus-Cyclis Saint Michel-Mavic-Auber 93 UAE Development Team VolkerWessels Winspace WCC Team |

## Etappe-overzicht

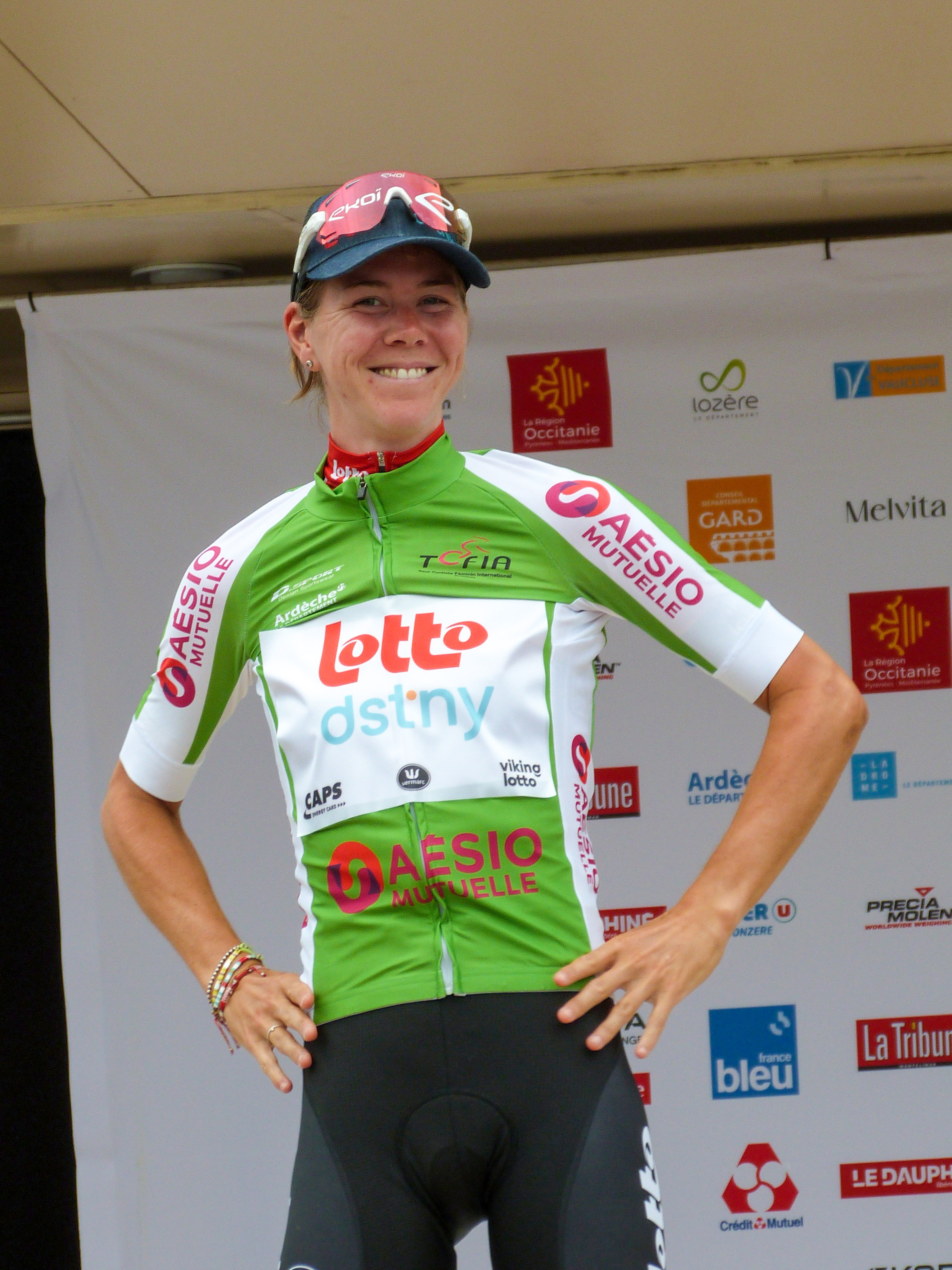
Thalita de Jong in de groene puntentrui.

| Etappe | Datum       | Start                      | Finish           | Type                | Afstand   | Winnaar         | Klassementsleider |
| ------ | ----------- | -------------------------- | ---------------- | ------------------- | --------- | --------------- | ----------------- |
| 1      | 3 september | Saint-Fortunat-sur-Eyrieux | Beauchastel      | Heuvelrit           | 88,12 km  | Thalita de Jong | Thalita de Jong   |
| 2      | 4 september | Tournon-sur-Rhône          | Mauves           | Heuvelrit           | 81,61 km  | Thalita de Jong | Thalita de Jong   |
| 3      | 5 september | Avignon                    | Bollène          | Heuvelrit           | 126,39 km | Nina Buysman    | Thalita de Jong   |
| 4      | 6 september | Goudargues                 | Méjannes-le-Clap | Individuele tijdrit | 15,76 km  | Maëva Squiban   | Thalita de Jong   |
| 5      | 7 september | La Canourgue               | Mont Lozère      | Bergrit             | 103,75 km | Fariba Hashimi  | Thalita de Jong   |
| 6      | 8 september | Le Pouzin                  | Privas           | Heuvelrit           | 80,63 km  | Eline Jansen    | Thalita de Jong   |

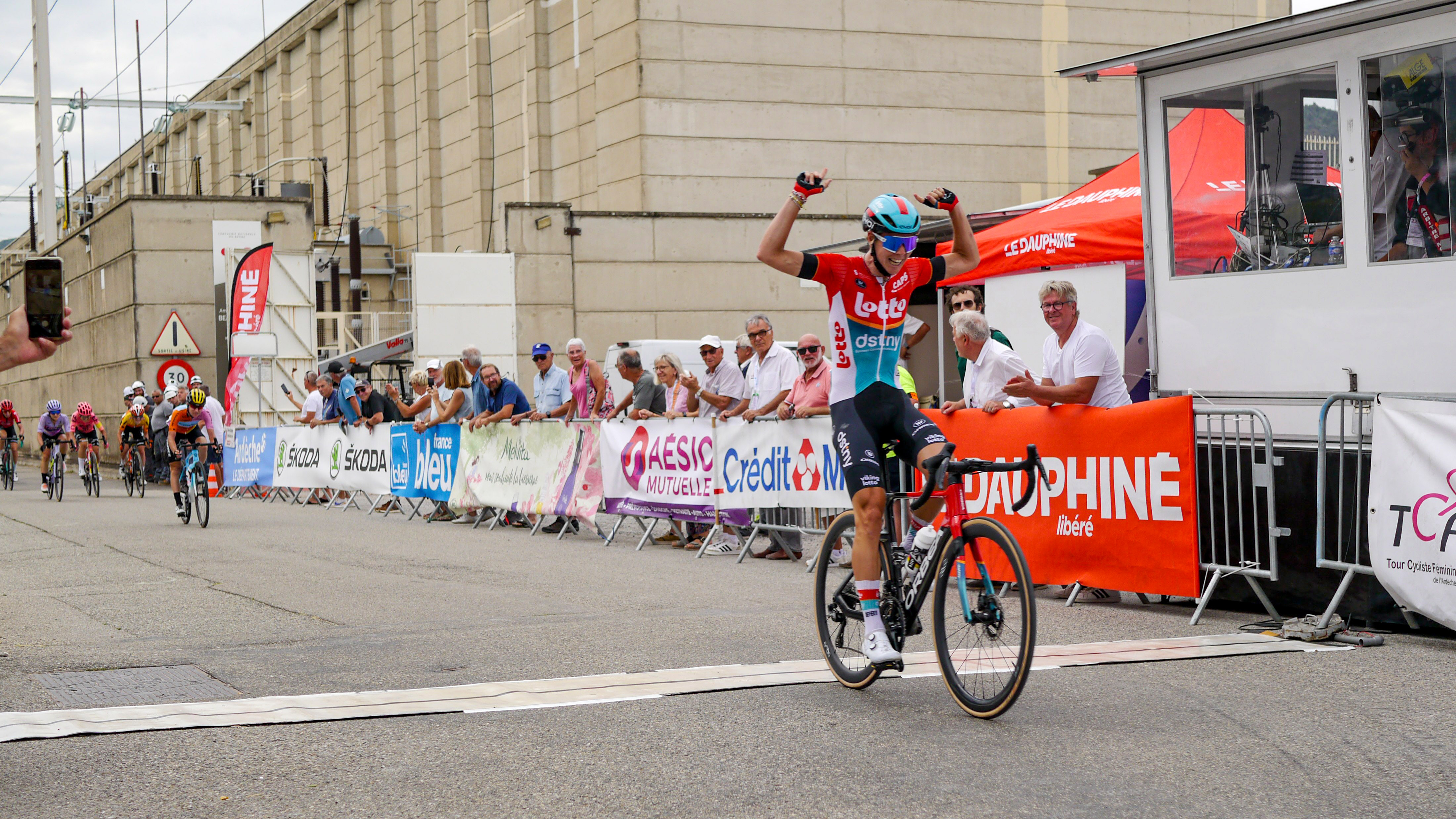
Thalita de Jong wint etappe 1.
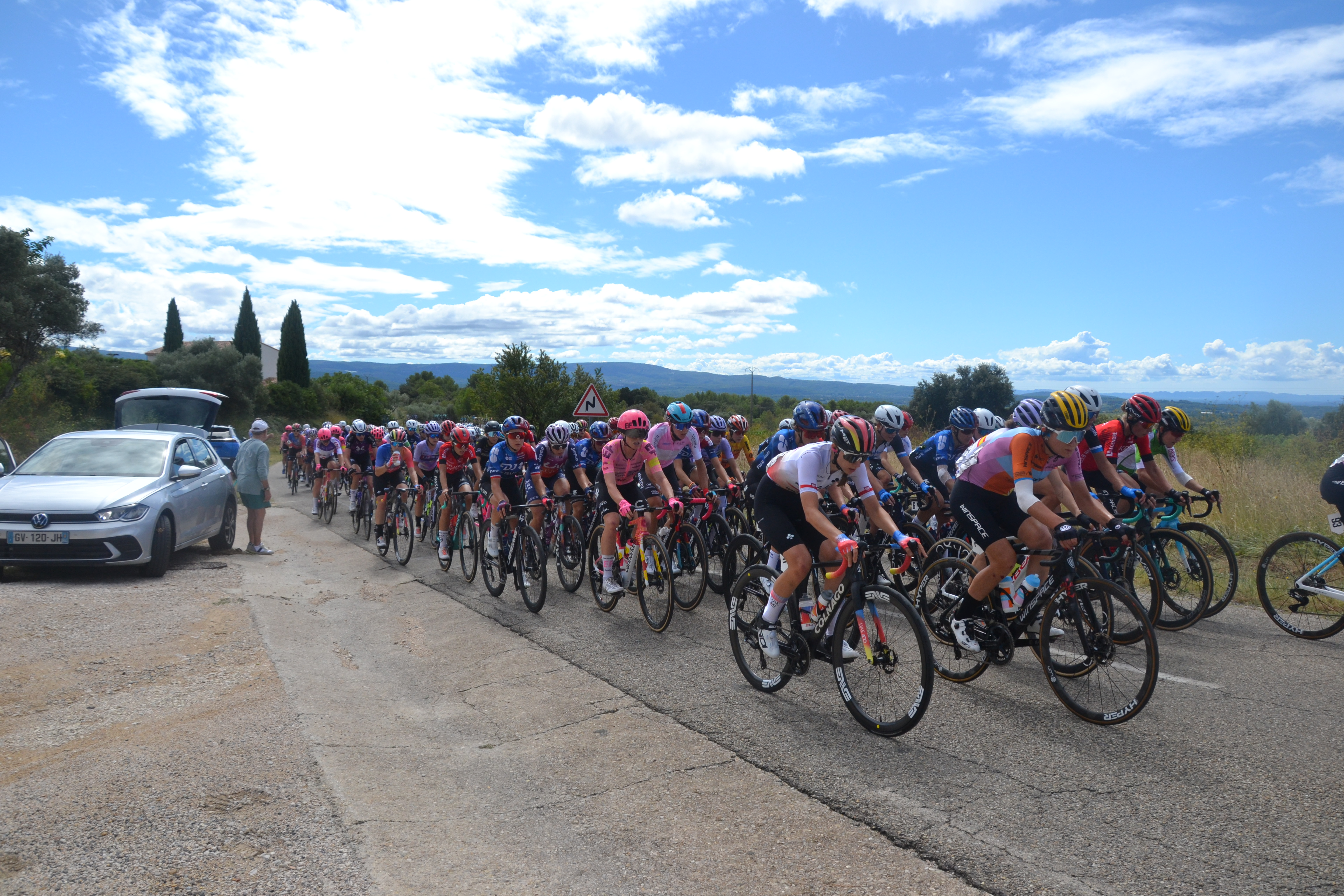
Peloton tijdens etappe 3.
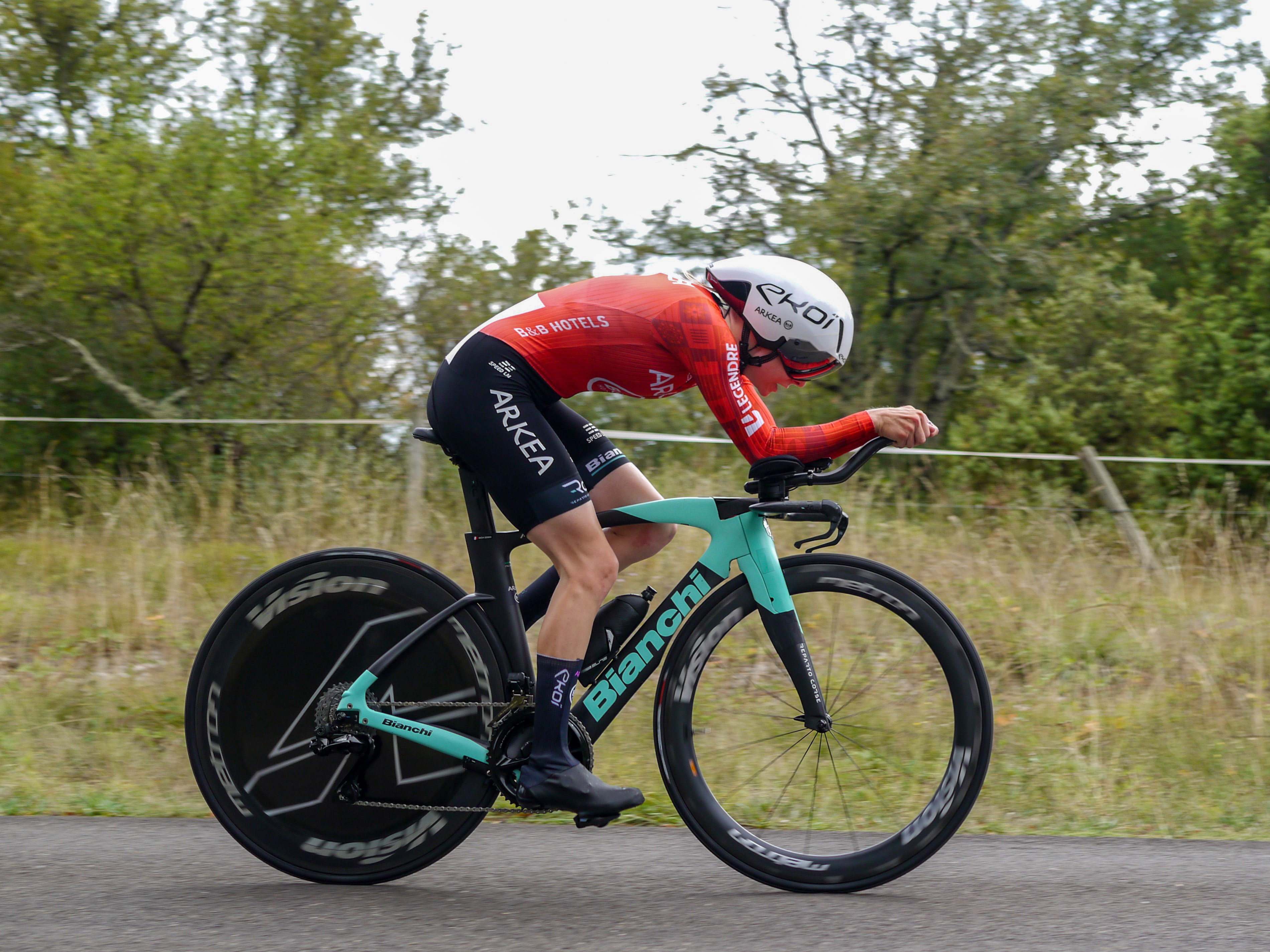
Maëva Squiban tijdens etappe 4.
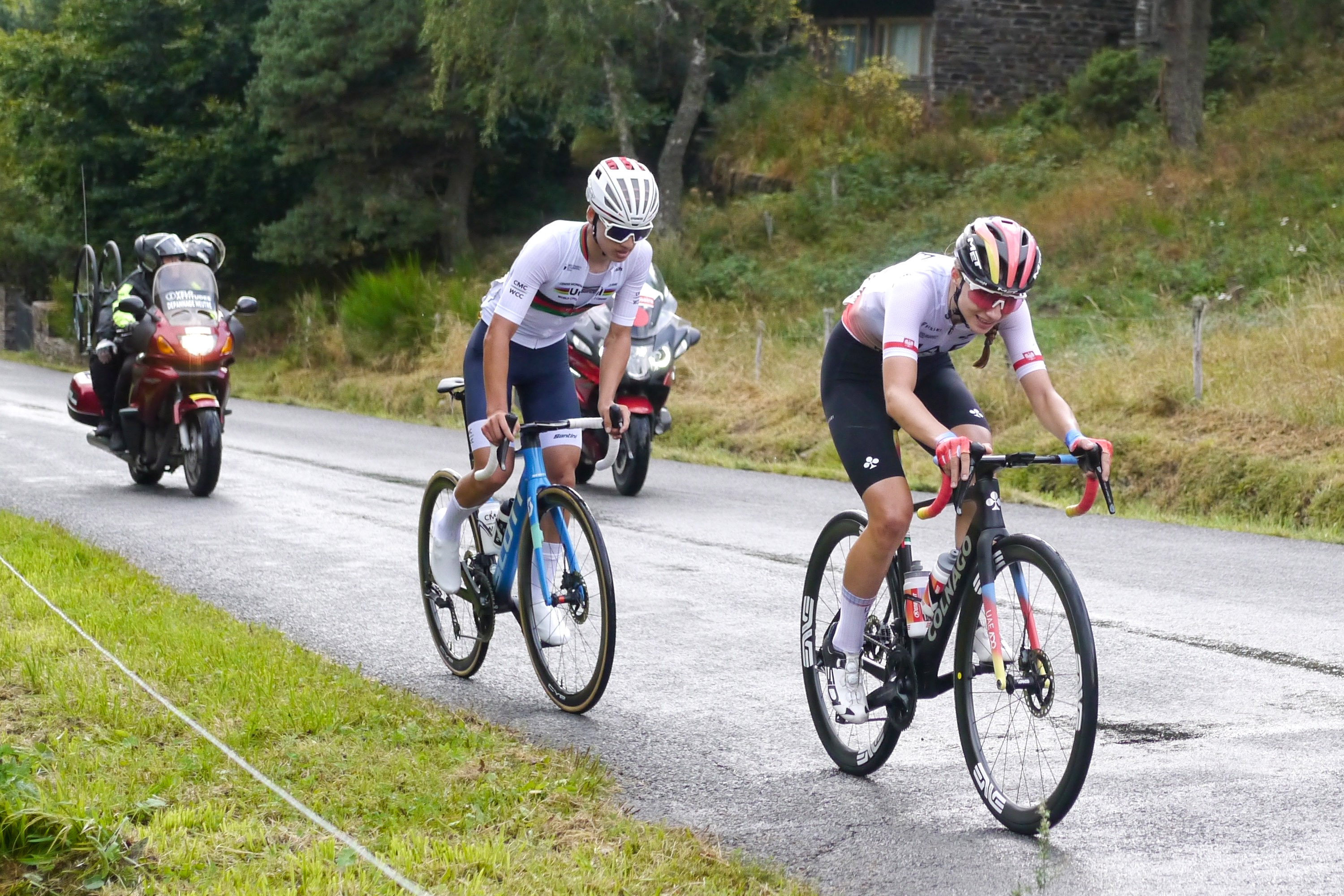
Hashimi en Włodarczyk op Mont Lozère.
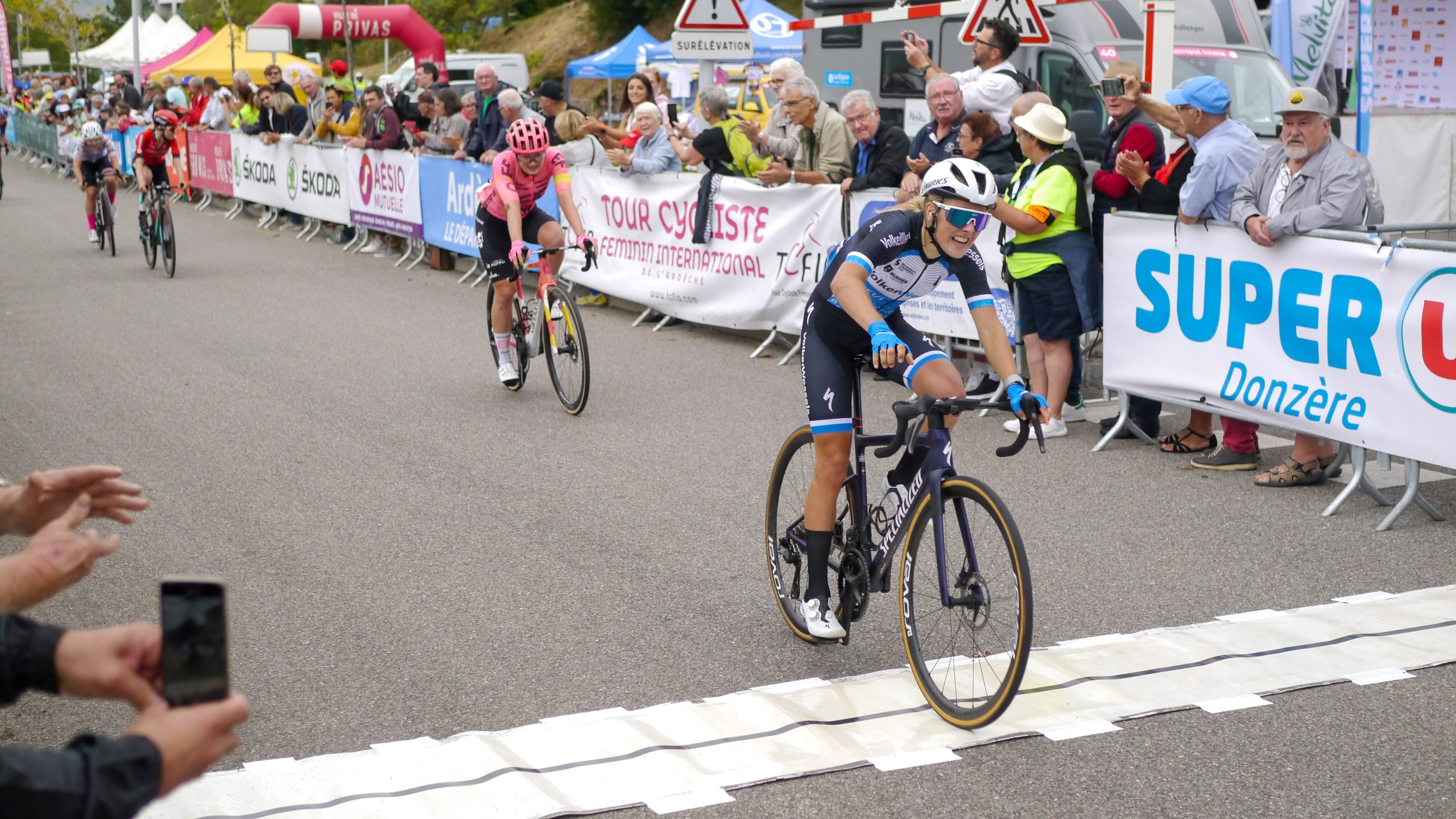
Eline Jansen wint etappe 6.

## Eindklassementen
| Plaats    | Naam                  | Ploeg                       | Tijd      |
| --------- | --------------------- | --------------------------- | --------- |
| Roze trui | Thalita de Jong       | Lotto Dstny Ladies          | 13u44'13" |
| 2         | Marion Bunel          | Saint Michel-Mavic-Auber 93 | + 58"     |
| 3         | Monica Trinca Colonel | BePink-Bongioanni           | + 1'46"   |
| 4         | Debora Silvestri      | Laboral Kutxa-Fund. Euskadi | + 2'01"   |
| 5         | Maëva Squiban         | Arkéa-B&B Hotels            | + 2'03"   |
| 6         | Dominika Włodarczyk   | UAE Development Team        | + 2'30"   |
| 7         | Karolina Perekitko    | Winspace                    | + 2'44"   |
| 8         | Nadia Gontova         | DNA Pro Cycling             | + 4'02"   |
| 9         | Sarah Van Dam         | DNA Pro Cycling             | + 4'45"   |
| 10        | Léa Curinier          | FDJ-Suez                    | + 4'59"   |
|           |                       |                             |           |
| 62        | Esmée Gielkens        | Lotto Dstny Ladies          | + 43'25"  |

| Plaats      | Naam                | Ploeg                | Punten |
| ----------- | ------------------- | -------------------- | ------ |
| Groene trui | Thalita de Jong     | Lotto Dstny Ladies   | 57     |
| 2           | Dominika Włodarczyk | UAE Development Team | 34     |
| 3           | Maëva Squiban       | Arkéa-B&B Hotels     | 32     |
|             |                     |                      |        |
| 18          | Nathalie Bex        | Chevalmeire          | 7      |

| Plaats        | Naam                | Ploeg                | Punten |
| ------------- | ------------------- | -------------------- | ------ |
| Bolletjestrui | Thalita de Jong     | Lotto Dstny Ladies   | 62     |
| 2             | Fariba Hashimi      | WCC Team             | 44     |
| 3             | Dominika Włodarczyk | UAE Development Team | 19     |

| Plaats     | Naam           | Ploeg                       | tijd      |
| ---------- | -------------- | --------------------------- | --------- |
| Witte trui | Marion Bunel   | Saint Michel-Mavic-Auber 93 | 13u45'11" |
| 2          | Maëva Squiban  | Arkéa-B&B Hotels            | + 1'05"   |
| 3          | Titia Ryo      | Arkéa-B&B Hotels            | + 6'06"   |
|            |                |                             |           |
| 5          | Laura Molenaar | VolkerWessels               | + 11'19"  |
| 27         | Cleo Kiekens   | Chevalmeire                 | + 55'49"  |

| Plaats | Ploeg                           | Tijd      |
| ------ | ------------------------------- | --------- |
|        | Laboral Kutxa-Fundación Euskadi | 41u29'08" |
| 2      | FDJ-Suez                        | + 2'39"   |
| 3      | Saint Michel-Mavic-Auber 93     | + 2'40"   |

## Klassementenverloop
| Etappe       | Winnaar         | Algemeen klassement · | Puntenklassement · | Bergklassement ·   | Jongerenklassement · | Ploegenklassement           |
| ------------ | --------------- | --------------------- | ------------------ | ------------------ | -------------------- | --------------------------- |
| 1            | Thalita de Jong | Thalita de Jong       | Thalita de Jong    | Valentina Cavallar | Marion Bunel         | Arkéa-B&B Hotels            |
| 2            | Thalita de Jong | Thalita de Jong       | Thalita de Jong    | Thalita de Jong    | Marion Bunel         | Arkéa-B&B Hotels            |
| 3            | Nina Buysman    | Thalita de Jong       | Thalita de Jong    | Thalita de Jong    | Marion Bunel         | Arkéa-B&B Hotels            |
| 4            | Maëva Squiban   | Thalita de Jong       | Thalita de Jong    | Thalita de Jong    | Marion Bunel         | Arkéa-B&B Hotels            |
| 5            | Fariba Hashimi  | Thalita de Jong       | Thalita de Jong    | Thalita de Jong    | Marion Bunel         | Laboral Kutxa-Fund. Euskadi |
| 6            | Eline Jansen    | Thalita de Jong       | Thalita de Jong    | Thalita de Jong    | Marion Bunel         | Laboral Kutxa-Fund. Euskadi |
| 0Eindstanden | 0Eindstanden    | Thalita de Jong       | Thalita de Jong    | Thalita de Jong    | Marion Bunel         | Laboral Kutxa-Fund. Euskadi |

2003 · 2004 · 2005 · 2006 · 2007 · 2008 · 2009 · 2010 · 2011 · 2012 · 2013 · 2014 · 2015 · 2016 · 2017 · 2018 · 2019 · 2020 · 2021 · 2022 · 2023 · 2024